# Bund für Mutterschutz und Sexualreform
Bund für Mutterschutz und Sexualreform var ett under åren 1905–1933 verksamt tyskt kvinnoförbund.
Organisationen grundades i Berlin 1905 av Ruth Bré och Helene Stöcker. Medlemmarna var radikala liberaler och socialister. Syftet var dels att förbättra det ekonomiska och rättsliga läget för ogifta mödrar och utomäktenskapliga barn, dels att reformera den rådande sexualmoralen. Det senare var kontroversiellt inom kvinnorörelsen och stöddes endast av den borgerliga vänsterflygeln. Stöcker var redaktör för förbundets tidskrift Mutterschutz, vilken 1908 fick namnet Die neue Generation. Andra framträdande medlemmar var Lily Braun, Grete Meisel-Hess, Adele Schreiber och Marie Stritt. Organisationen förbjöds efter det nazistiska maktövertagandet 1933.
År 1911 tillkom en internationell motsvarighet till den tyska organisationen. Frida Stéenhoff invaldes i styrelsen och var initiativtagare till den svenska avdelningen som existerade 1911–1916.